# Georg Heer

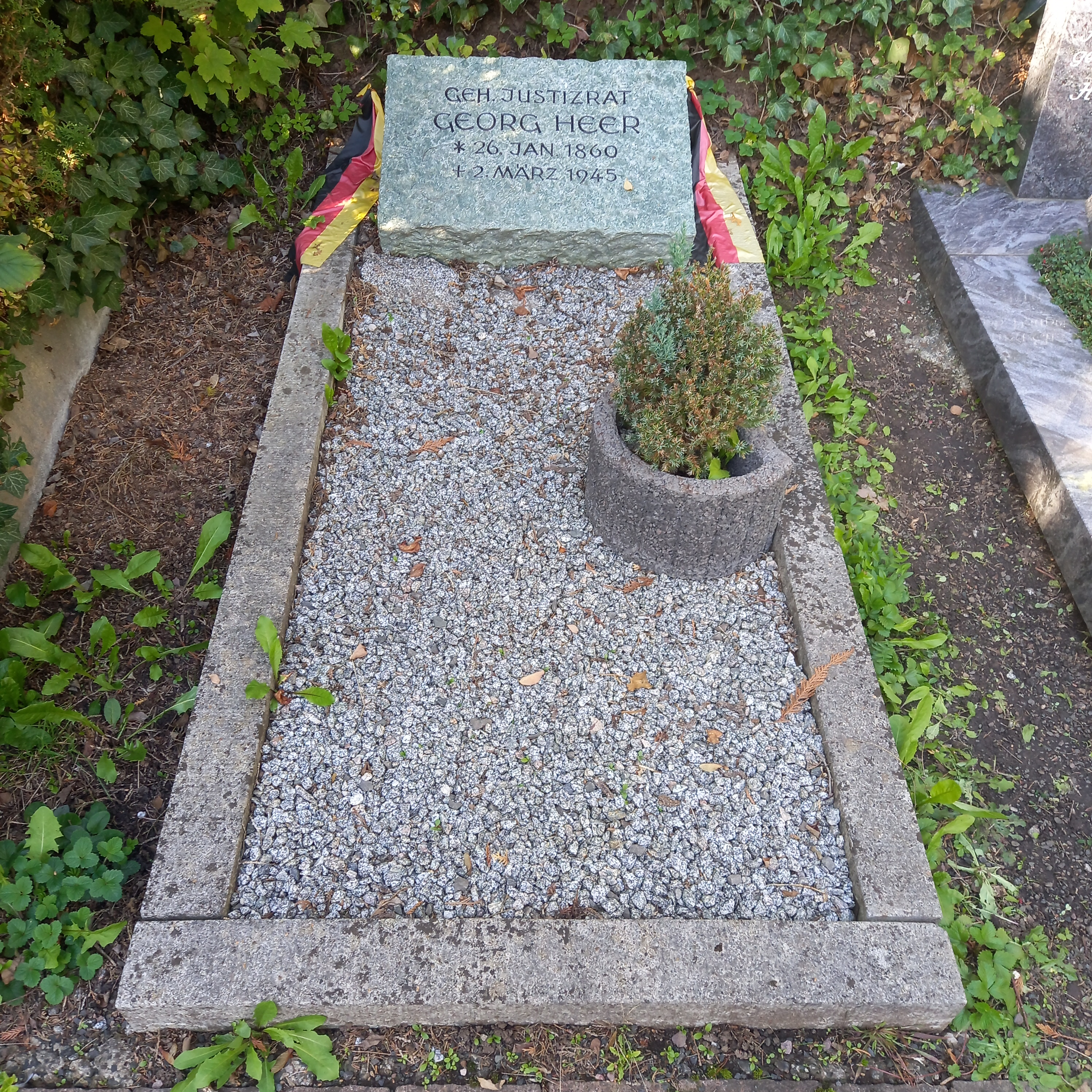
Das Grab von Georg Heer auf dem Hauptfriedhof Marburg

Georg Philipp Heer (* 26. Januar 1860 in Melsungen; † 2. März 1945 in Marburg) war ein deutscher Jurist und Studentenhistoriker.

## Leben und Werk
Heer wurde als Sohn eines Rechnungsrates geboren und besuchte das Friedrichsgymnasium in Kassel. Er war zu dieser Zeit ein Klassenkamerad des späteren deutschen Kaisers Wilhelm II. Durch den Verein für hessische Geschichte und Landeskunde wird die Anekdote überliefert, dass Heer sich zum Schulabschluss ein Jahr älter machen musste, damit Wilhelm als jüngster seines Jahrgangs abschließen könne. Weiterhin soll Heer noch Jahre später darüber erbost gewesen sein, dass er einer kaiserlichen Einladung zum Klassentreffen in Wilhelmshöhe fernblieb.
Ab 1877 studierte Heer Rechtswissenschaften in Marburg. Während seines Studiums wurde er 1877 Mitglied der Burschenschaft Arminia Marburg. Nach seinem Studium kam Heer nach einigen Stationen schließlich zum Landgericht Marburg, wo er 1902 zum Landgerichtsrat ernannt wurde. Während des Ersten Weltkrieges war er als Kriegsgerichtsrat in Kassel tätig. 1917 erhielt er den Titel Geheimer Justizrat. 1925 ging er in den Ruhestand.
Heer gehörte neben Gustav Heinrich Schneider und Herman Haupt ab 1892 zu den Begründern der vorerst nur als loser Zusammenschluss auftretenden Gruppe von Burschenschaftern, die die Erinnerung an die Anfänge und historische Rolle der Burschenschaften seit 1815 tradieren wollten. Aus dieser Struktur entwickelte sich zum 13. April 1909 die Burschenschaftliche Historische Kommission, an deren Aufbau Heer neben Haupt, Paul Wentzcke und Friedrich Meinecke maßgeblich beteiligt war. Im Jahr 1930 ernannte der Verein für hessische Geschichte und Landeskunde Heer zum Ehrenmitglied.
Er wurde am 10. März 1945 beerdigt.

## Publikationen
- mit Paul Wentzcke: Geschichte der Deutschen Burschenschaft. Band 1: Vor- und Frühzeit bis zu den Karlsbader Beschlüssen. Heidelberg 1917 (1965)
- mit Paul Wentzcke: Geschichte der Deutschen Burschenschaft. Band 2: Die Demagogenzeit. Von den Karlsbader Beschlüssen bis zum Frankfurter Wachensturm (1820–1833). Heidelberg 1927
- Marburger Studentenleben 1527 bis 1927. Eine Festgabe zur 400jährigen Jubelfeier der Universität Marburg. Marburg 1926 (1927)
- mit Paul Wentzcke: Geschichte der Deutschen Burschenschaft. Band 3: Die Zeit des Progresses. Von 1833 bis 1859. Heidelberg 1929
- mit Paul Wentzcke: Geschichte der Deutschen Burschenschaft. Band 4: Die Burschenschaft in der Zeit der Vorbereitung des zweiten Reiches, im zweiten Reich und im Weltkrieg: von 1859 bis 1919. Heidelberg 1939 (1977)
- Die Marburger Burschenschaft Arminia. Neue Beiträge zur Geschichte der deutschen Burschenschaft. Verein alter Arminen, Marburg 1951